# Potentilla recta
Potentilla recta és una espècie de planta herbàcia perenne de la família de les rosàcies.

## Descripció
És una planta molt pilosa, força robusta amb nombroses flors grogues en una inflorescència laxa ramosa bastant plana a la part superior. Tiges floríferes erectes de 10-50(-60) cm de longitud. Té les fulles alternes, digitades verdes palmades i amb 5-7 folíols, de serrades a pinnatisectes. Floreix a la primavera i estiu. Flors disposades en cimes laxes; sèpals ovado-triangulars; 5 pètals de 6-12 mm, de color groc, iguals o una mica més grans que els sèpals; estams i carpels molt nombrosos. Segments del calicle lineals. Fruit constituït per un conjunt d'aquenis. La planta pot reproduir-se per llavors o vegetativament produint nous brots del càudex.

## Distribució i hàbitat
Distribuïda per gran part de Europa. Introduïda a Gran Bretanya, Bèlgica, Finlàndia, Països Baixos, Noruega i Suècia. Habita a prats de les zones muntanyoses i zones ermes.

## Taxonomia
Potentilla recta va ser descrita per Linné i publicada a Species Plantarum 1: 497, l'any 1753.

### Etimologia
- Potentílla: nom genèric que deriva del llatí postclàssic potentilla, -ae de potens, -entis, potent, poderós, que té poder; llatí -illa, -illae, sufix de diminutiu-. Al·ludeix a les poderoses presumptes propietats tòniques i astringents d'aquesta planta.
- recta: epítet llatí que significa "erecta".[4]

### Sinonímia
- Fragaria recta (L.) Crantz
- Hypargyrium rectum (L.) Fourr.
- Pentaphyllum rectum (L.) Nieuwl.
- Potentilla acutifolia Gilib.
- Potentilla cardiopetala Besser ex Ser.
- Potentilla × cavarnana Prod n
- Potentilla crassa Tausch ex Zimmeter
- Potentilla erecta Maiden
- Potentilla herbichii Bl>locki
- Potentilla hirta auct. balcan.
- Potentilla hirta var. nicolitiela (Prod n) Guşul.
- Potentilla hirta var. pallida (Lag. ex Besser) Rouy & E.G.Camus
- Potentilla hirta var. recta (L.) Ser.
- Potentilla hirta subsp. recta (L.) Briq.
- Potentilla hirta var. rubens DC.
- Potentilla hirta var. zlatiborensis Nov k
- Potentilla × honoratae Bl>locki
- Potentilla leucotricha (Borb s) Zimmeter
- Potentilla macrophylla Schur
- Potentilla × nicolitiela Prod n
- Potentilla pallens Moench
- Potentilla pallida Lag. ex Besser
- Potentilla pseudopallida Siegfr.
- Potentilla pseudopilosa Porcius
- Potentilla recta var. obscura (Willd.) W.D.J.Koch
- Potentilla recta var. pilosa (Willd.) Ledeb.
- Potentilla recta subsp.recta
- Potentilla recta var. semilaciniosa Borb s
- Potentilla recta var. sulphurea (Lam.) DC.
- Potentilla recta var. sulphurea (Lam.) Lapeyr.
- Potentilla recta subsp. sulphurea (Lam.) J v.
- Potentilla recta subsp. tuberosa (J.Wolff ex Borb s) So¢
- Potentilla recta var. varnensis (Velen.) Th.Wolf
- Potentilla semilaciniosa (Borb s) Borb s
- Potentilla sulfurea Lam.
- Potentilla sulphurea Lam.
- Potentilla sulphurea f. perglandulosa G yer ex J v.
- Potentilla tenuirugis Pomel
- Potentilla transcaspia (Th.Wolf) Lipsky
- Potentilla tuberosa J.Wolff

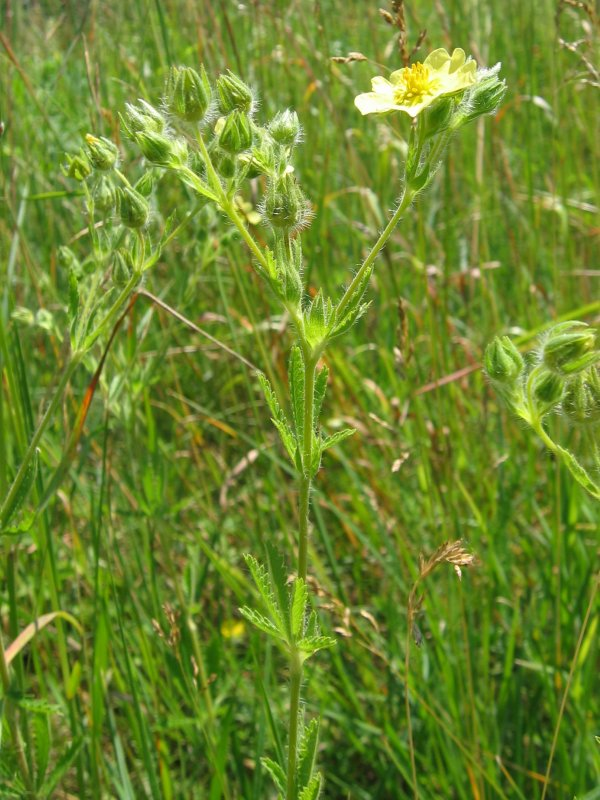
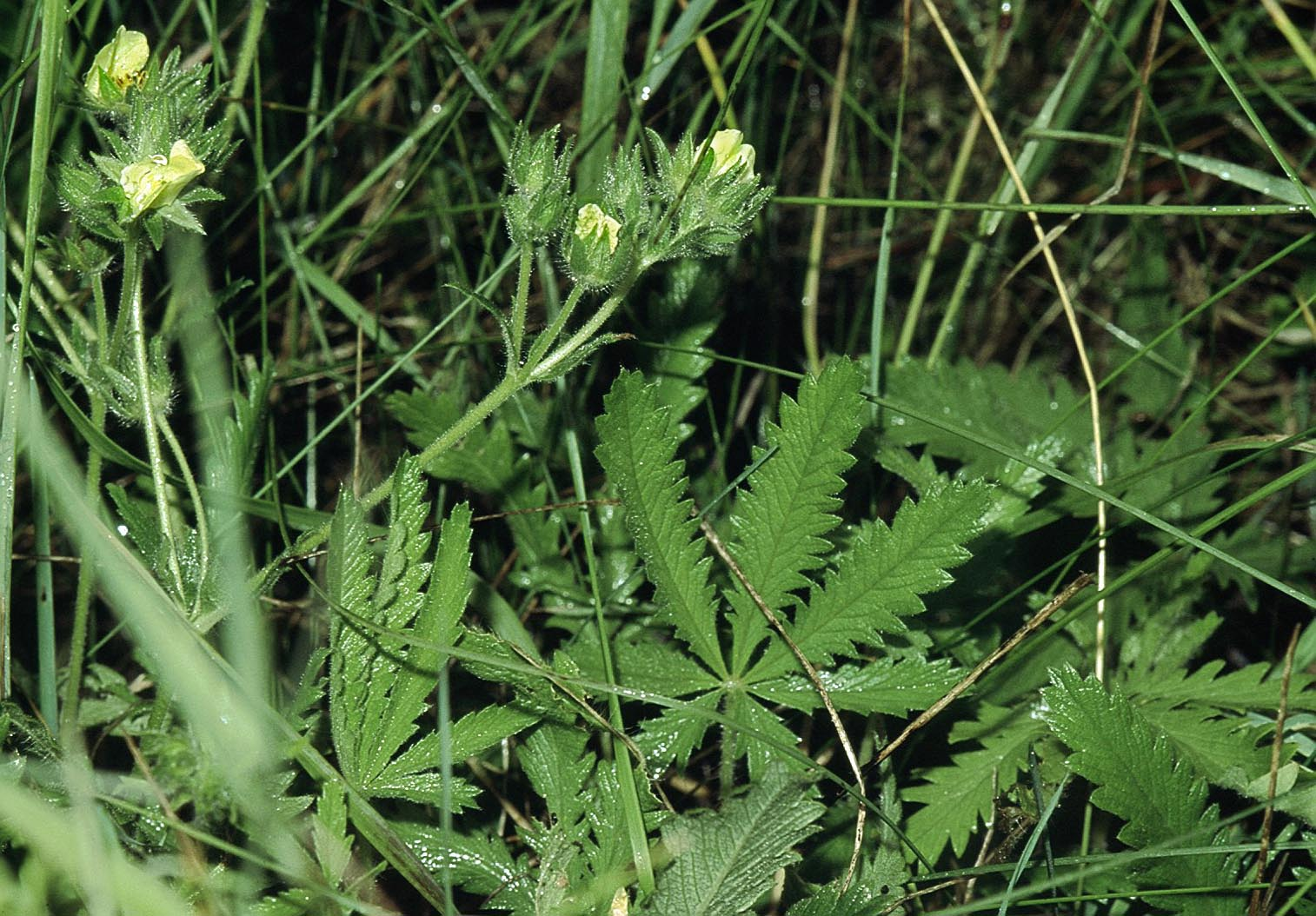
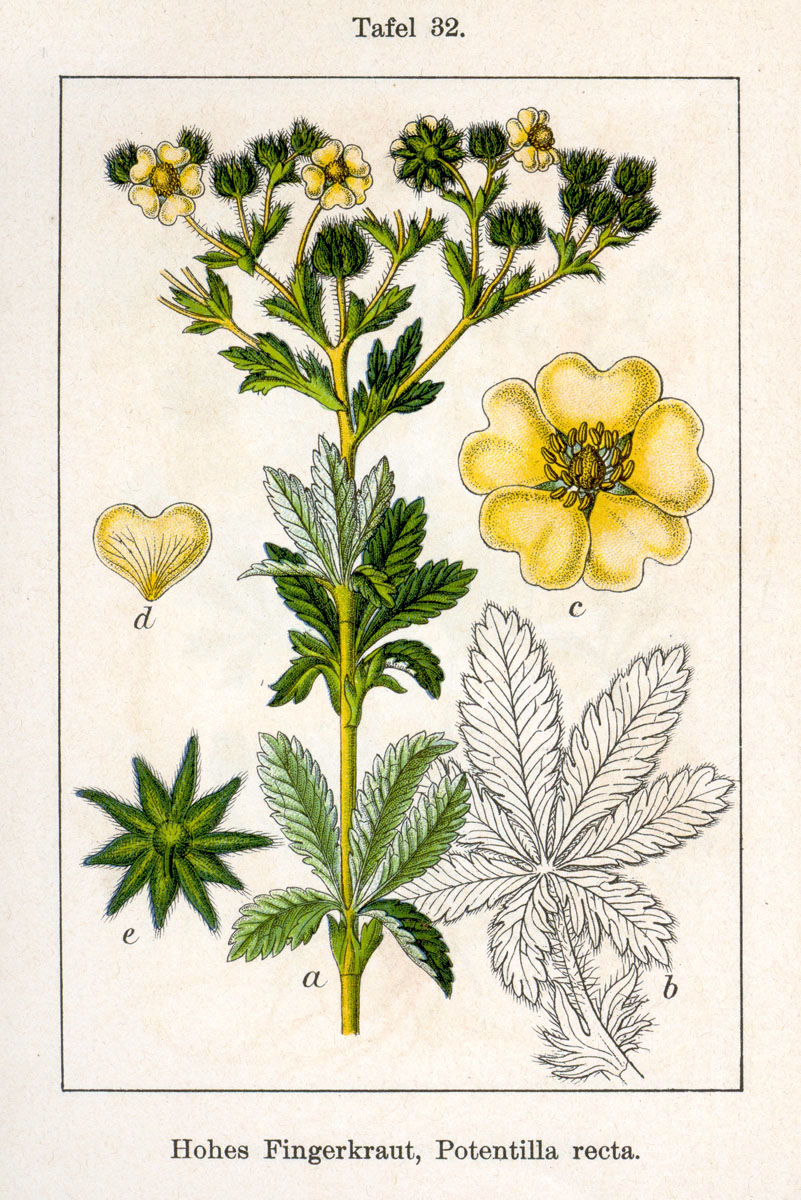
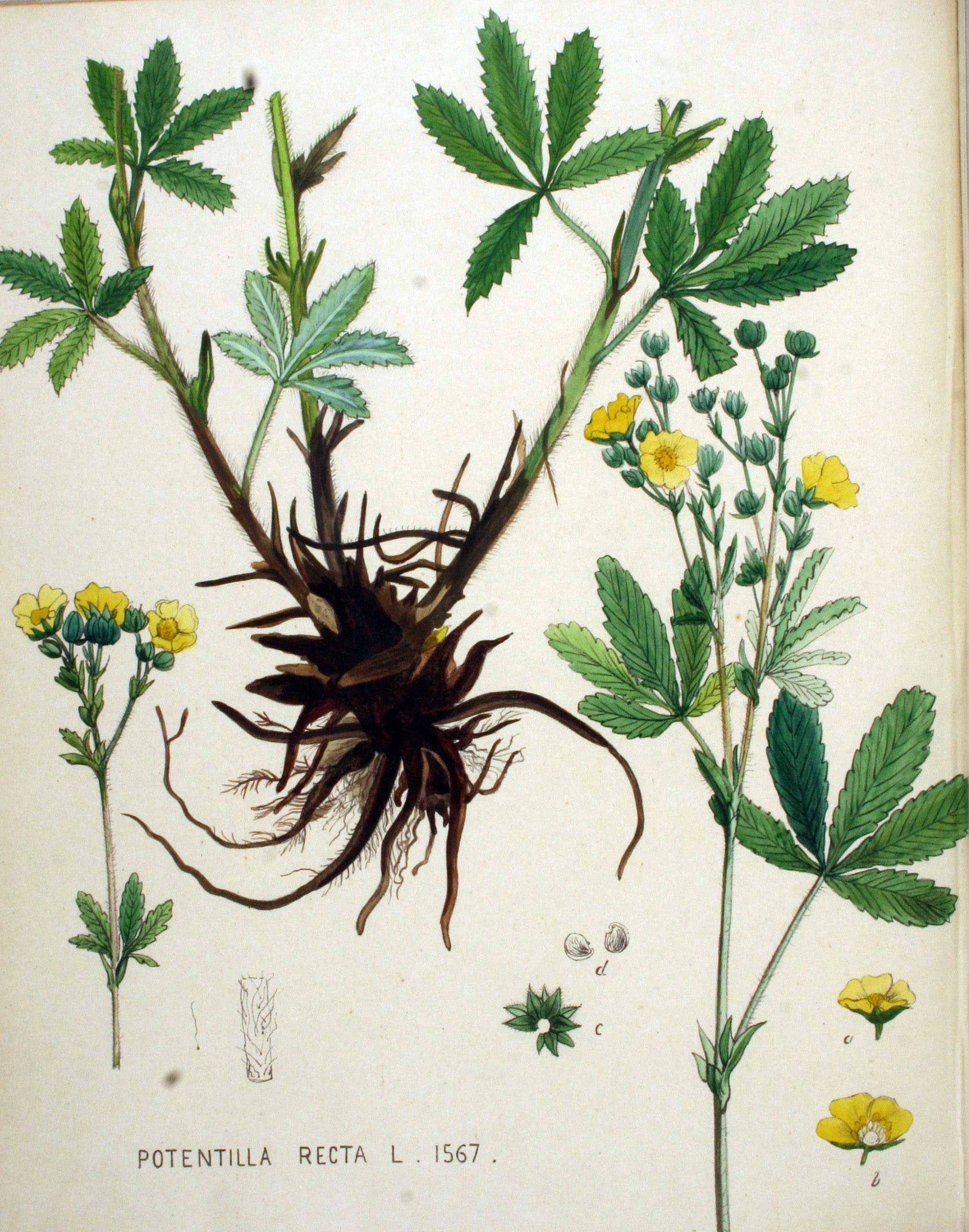
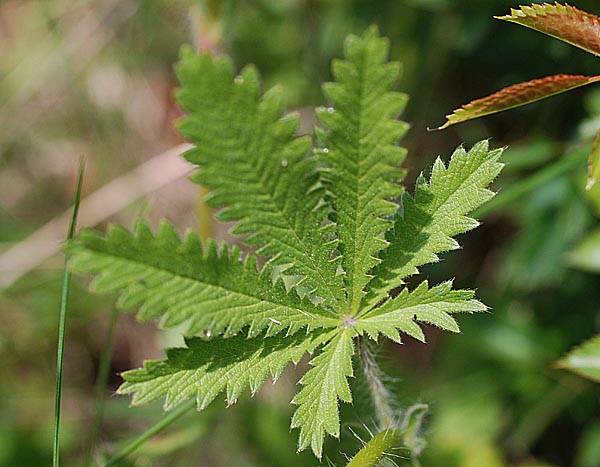
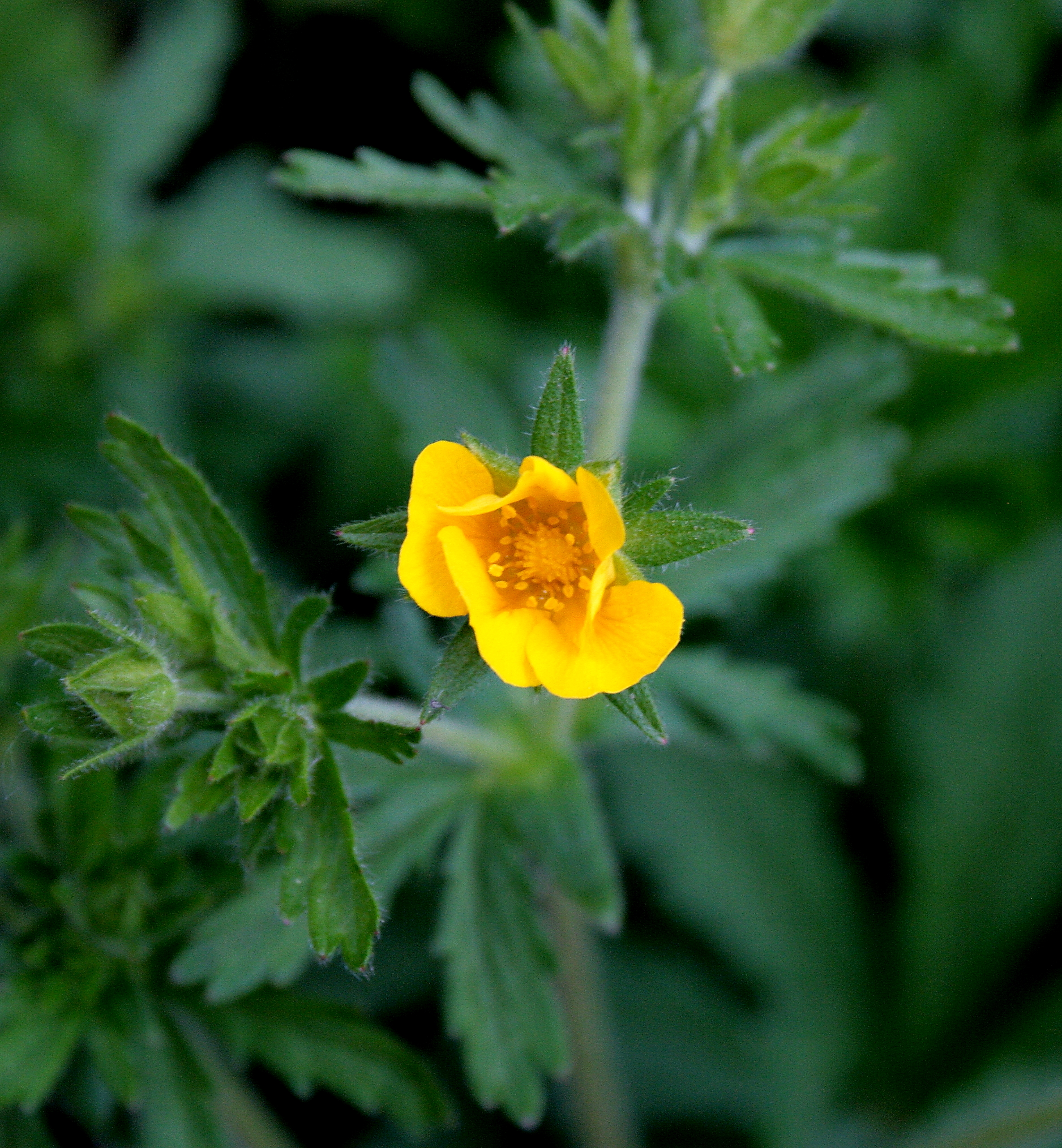

- Potentilla tuberosa J.Wolff ex Borb s
- Potentilla varnensis Velen.
- Potentilla velenovskyi Hayek